# Joel Augustus Rogers
Joel Augustus Rogers, né le 6 ou le 7 septembre 1880 à Sheffield dans la paroisse de Westmoreland en Jamaïque et mort le 26 mars 1966 à New York aux États-Unis, est un écrivain, journaliste et historien américain spécialisé dans l'histoire de l’Afrique et de la diaspora africaine. Il est un des initiateurs des African-American studies et des African Studies ou Africanisme.

## Biographie

### Jeunesse et formation
Joel Augustus Rogers est le fils de Samuel John Rogers, un instituteur et pasteur méthodiste blanc avant de devenir l'intendant d'une plantation, et d'Emily Johnstone Rogers, une Afro-Américaine, à Sheffield ou à Negril dans la Paroisse de Westmoreland, le six ou le sept septembre 1880, les sources divergent, le registre des naissances indique pour date de naissance le 7 septembre 1880 et pour le lieu de naissance Sheffield. Sa mère décède en 1886 lorsqu'elle accouche de son quatrième enfant. La famille Rogers emménage à Saint Ann's Bay ville de naissance de Marcus Garvey chantre du panafricanisme, d'après la veuve de Joel Augustus Rogers, Rogers aurait rencontré Marcus Garvey étant enfant. Dès son enfance, il n'a jamais accepté les théories de la supériorité blanche.
Après ses études secondaires, il tente de suivre des études universitaires, mais n'ayant pas pu obtenir de bourse, il n'est pas admis.
En 1902, J.A. Rogers sert dans l'armée britannique comme artilleur dans la garnison royale de Port Royal, il est réformé au bout de quatre ans pour des raisons médicales,.
De retour à la vie civile, en 1906, il s’installe aux États-Unis, à Chicago, dans l'état de l'Illinois, dans un premier temps, puis à Harlem (New York), où il passera la plus grande partie de sa vie.

#### Negril ou Sheffield? 6 ou 7 septembre 1880?
Il semblerait que le lieu de Negril ait été retenu par les biographes pour des questions de notoriété, car la ville de Negril est connue pour son attractivité alors que Sheffield à proximité de Negril est restée une bourgade cachée jusqu'à récemment. Comme cela se passe couramment, les différents biographes ont recopié la ville de naissance sans vérification,. Le registre des naissances étant une source fiable, on retient ici Sheffield comme lieu de naissance. En revanche, pour la date, un doute subsiste : le 7 septembre peut être la date de déclaration au service de l'état civil et le 6 septembre la date de naissance.

### Carrière
À Chicago, il travaille comme porteur pour les wagons-lits de la Pullman Company jusqu'en 1919 ce qui lui permet de voyager à travers les États-Unis, à chaque escale, il se rend dans la bibliothèque locale pour consulter tout ce qui touche à l'histoire des Afro-Américains et des Africains, quand l'entrée des Afro-Américains est interdite, il demande à un de ses collègues blancs de s'y rendre moyennant rémunération. Pour approfondir ses connaissances sur l'histoire des peuples africains, il va apprendre le français, l'allemand, l'espagnol et le portugais.
Parallèlement, songeant à devenir décorateur d'intérieur, il suit des cours à l'Art Institute of Chicago.
Devenant conscient du racisme et sa violence, il commence à écrire des articles pour le Chicago Defender,.
En 1921, il emménage à New York, où il travaille comme rédacteur pour le Daily Negro Times (en) de Marcus Garvey.
En 1923, il commence à écrire pour le Pittsburgh Courier et le New York Amsterdam News. La même année, le New York Amsterdam News publie deux de ses romans From “Superman” to Man et Blood Money.
En 1925, il devient correspondant international pour le Pittsburgh Courrier et le New York Amsterdam News. C'est ainsi qu'il peut se rendre en Europe et visiter ses musées et consulter ses bibliothèques pour continuer ses recherches pour démontrer l'absurdité des thèses racistes. À Londres, il rencontre divers chercheurs aussi bien d'origine européenne qu'africaine et notamment le chercheur jamaïcain Theophilus Scholes (en), auteur d'une oeuvre en deux volumes Glimpses of Ages, qui analyse les fondements idéologiques racistes qui justifient la politique colonialiste de la Grande-Bretagne.
De retour aux États-Unis, il publie un article dans le Pittsburgh Courrier du 25 juillet 1925 un article où il énonce que contrairement aux États-Unis, il n'y a pas de préjugés envers les gens de couleurs et rapporte ses rencontres fructueuses avec des intellectuels britanniques, leur ouverture d'esprit quant à la question des races et note également que s'il se rendait en France, il obtiendrait un bon poste avec un juste salaire.
De 1927 à 1930, il est à nouveau envoyé en Europe par le Pittsburgh Courrier puis en Afrique. Il interview des célébrités comme l'écrivain britannique Frank Harris, l'écrivain jamaïcain Claude McKay qui séjourne sur la Côte d'Azur, la chanteuse américaine qui a élu domicile en France Joséphine Baker, il consulte et visite bibliothèques et musées, prend des photographies d'artefacts, de manuscrits, d'écrits divers qui serviront de matériaux à ses livres comme Sex and Race ou World's Great Men of Color. Il pose comme hypothèse de travail que les civilisations grecques et romaines découlent de la civilisation éthiopienne qui serait la matrice de la culture égyptienne. Il est l'un des rares Afro-américains, avec Carter G. Woodson, Alain Locke, Anna Julia Cooper, Charles H. Wesley (en), à étudier les origines de la culture africaine, de son histoire et ses interactions sur les autres cultures. Il ne prétend pas que la culture noire africaine serait à l'origine de toutes inventions et création des autres culture, son projet est de sortir d'une historiographie centrée sur la culture gréco-romaine et réhabiliter les figures d'ascendance africaine, les apports des Noirs du Haut-Nil sur la civilisation égyptienne.
En 1930, il est envoyé en Éthiopie pour couvrir les cérémonies du couronnement du Négus Haïlé Selassié qui ont lieu le 2 novembre 1930.
En 1931, il est élu membre de la Société d’anthropologie de Paris, la plus ancienne société d'anthropologie du monde, et en 1931, il lit un article lors de la Conférence internationale d'anthropologie de Paris.
En 1935, il part couvrir l'invasion de l’Éthiopie par l'armée de l’Italie fasciste, pour le Pittsburgh Courier, il publie un premier article Italy Over Abyssinia, dans le magazine de la NAACP, The Crisis (Volume 42, no 2, Février 1935), puis en 1936, de retour aux États-Unis, il publie un pamphlet The Real Facts About Ethiopia,,.
Il sera l'un des rares correspondants de guerre afro-américains pendant la Seconde Guerre mondiale.
Son impact sur l'opinion afro-américaine suscite l'attention du FBI, qui dès 1942, ouvre un dossier de renseignement à son sujet.
De la fin de la guerre jusqu'à sa mort, il va se consacrer à ses recherches et à la diffusion de ses découvertes.
Sa disparition fait l'objet d'une notice dans la rubrique décès du New York Times du 27 mars 1966.

### Héritage
Il est considéré comme le « Père de l'histoire des Noirs » (Father of Black History),, comme le disent à son sujet , W.E.B. DuBois Aucun homme vivant n'a révélé autant de faits importants sur la race noire que Rogers, ou le sociologue et anthropologue St. Clair Drake (en) Aucun débat sur les relations inter-raciales, et études comparatives ne saurait être complet sans prendre en compte le travail de l'historien, certes autodidacte mais passionné, Joel A. Rogers. Doté d'un talent inhabituel, Rogers est devenu l'une des personnes les mieux averties au monde sur l'histoire des Noirs, écrivant et publiant ses propres livres sans aucune sorte de soutien de la part d’institution ou de fondation et l'historien George S. Schuyler Personne plus que J. A. Rogers n'a œuvré pour populariser l'histoire des Noirs, c'est lui qui inlassablement, semaine après semaine, a su attirer l'attention du public noir sur ces faits.
Son travail d'historien et d’anthropologue est repris et continué par des essayistes, historiens, sociologues afro-américains, africains ou caribéens tels que : Yosef Ben-Jochannan (en), John Henrike Clarke, Cheik Anta Diop, Chancellor Williams (en), Amos N. Wilson (en), John G. Jackson (writer) (en), Ivan Van Sertima, Molefi Kete Asante, John Hope Franklin, William Leo Hansberry (en), Henry Louis Gates Jr, Anna J Cooper, Lerone Bennett Jr. (en), Walter Rodney, Mamadou Diouf, Ali Mazrui, CLR James, Eric Williams, Verene Shepherd, Hilary Beckles (en), etc.
En 1954, l’empereur Haïlé Sélassié Ier lui remet une médaille d'or lors d'une cérémonie à l’hôtel Waldorf-Astoria de New York pour ses contributions à l'histoire des Africains.

### Affiliation
J.A. Rogers a été élu membre de différentes organisations et institutions scientifiques comme la Société d'anthropologie de Paris, l'American Geographical Society, l'American Association for the Advancement of Science and the Academy of Political Science,.

### Archives
Les archives de Joel Augustus Rogers sont déposées et consultables à la bibliothèque de l'université Fisk de Nashville dans l'état du Tennessee.

### Vie privée
En 1917, il est naturalisé américain.
En 1957, il épouse Helga Bresenthal Rogers, une traductrice du gouvernement allemand,,.
Il meurt le 26 mars 1966 à l'hôpital Saint Clare de New York.
Joel Augustus Rogers repose au Ferncliff Cemetery and Mausoleum de Hartsdale (en) dans le comté de Westchester (New York).

## Œuvres
- From Superman to Man, Chicago, Illinois, Goodspeed (réimpr. 1924, 1941, 1957, 1965, 1971... 2010, 2015) (1re éd. 1917) (ISBN 9780960229444, OCLC 1038108023, lire en ligne),
- As Nature Leads : an informal discussion of the reason why Negro and Caucasian are mixing in spite of opposition, Chicago, Illinois, M. A. Donohue & Co., coll. « Black Thought and Culture » (réimpr. 1987, 2013, 2021) (1re éd. 1919), 208 p. (ISBN 9781639230662, OCLC 7976039564),
- The Ku Klux Spirit, New York, Messenger Pub. Co. (réimpr. 1980, 2021) (1re éd. 1923), 48 p. (ISBN 9781639233045, OCLC 501058563, lire en ligne),
- 100 Amazing Facts About the Negro with Complete Proof : A Short Cut to The World History of The Negro, New York, Helga M. Rogers (réimpr. 1957, 1970, 1980, 2014) (1re éd. 1934), 72 p. (ISBN 9780960229475, OCLC 78403515),
- Your History : From Beginning of Time to the Present, Pittsburgh, Pennsylvanie, Pittsburgh Courier (réimpr. 1983, 2015) (1re éd. 1940), 100 p. (ISBN 9781614278702, OCLC 324986439),
- Sex and Race, vol. 1 : Negro-Caucasian Mixing in All Ages and All Lands -- The Old World, New York, Rogers Historical Researches (réimpr. 1941,1952, 1957, 1968, 2011, 2016) (1re éd. 1940), 328 p. (ISBN 9780819575081, OCLC 629560, lire en ligne),
- Sex and Race : A History of White, Negro, and Indian Miscegenation in the Two Americas, Vol. 2 : The New World, African Tree Press, 1942, rééd. 2012, 424 p. (ISBN 1-59232-521-1),
- Sex and Race, Volume III : Why White and Black Mix in Spite of Opposition., African Tree Press, 1944, rééd. 2016, 384 p. (ISBN 1-59232-522-X),
- John Henrik Clarke (dir.), World's Great Men of Color, vol. 1, New York, Macmillan (réimpr. 1972, 1996) (1re éd. 1947), 448 p. (ISBN 9780684815817, OCLC 853892832, lire en ligne),
- John Henrik Clarke (dir.) (préf. John Henrik Clarke), World's Great Men of Color, vol. 2 : Europe, South and Central America, the West Indies, and the United States, New York, J.A. Rogers (réimpr. 1966, 1972, 1996) (1re éd. 1947), 598 p. (ISBN 9780684815824, OCLC 48836538, lire en ligne),
- Nature Knows No Color-Line : Research Into the Negro Ancestry in the White Race, New York, J.A. Rogers (réimpr. 1977, 1980, 2012, 2014) (1re éd. 1952), 264 p. (ISBN 9780819575104, OCLC 80097815, lire en ligne),
- Africa's Gift to America, New York, H.M. Rogers (réimpr. 1989, 2014) (1re éd. 1965), 286 p. (ISBN 9780960229468, OCLC 1051596949, lire en ligne),
- Five Negro Presidents : According to what White People Said They Were, St. Petersburg, Floride, Helga M. Rogers (réimpr. 1993, 2014) (1re éd. 1965), 38 p. (ISBN 9780960229482, OCLC 225061, lire en ligne).

## Pour approfondir

#### Notices dans des encyclopédies et manuels de références
- (en-US) R. Kent Rasmussen (dir.), The African American Encyclopedia, vol. 8 : Ran-Sud, New York, Marshall Cavendish (réimpr. 2001) (1re éd. 2000), 2402 p. (ISBN 9780761472087, OCLC 1049754382, lire en ligne), p. 2185,
- (en-US) Ashyia N. Henderson (dir.), Contemporary Black Biography, vol. 30, Detroit, Michigan, Gale Research Inc., 2001, 307 p. (ISBN 9780787646219, lire en ligne), p. 171-173,
- (en-US) Paul Finkelman (dir.), Encyclopedia of African American History : 1896 to the Present, vol. 4 : O-T, New York, Oxford University Press (réimpr. 2009) (1re éd. 2006), 509 p. (ISBN 9780195167795, OCLC 1002080125, lire en ligne), p. 243-244,
- (en-US) Henry Louis Gates Jr. (dir.) et Evelyn Brooks Higginbotham (dir.), The African American national biography, vol. 6 : Moore, Lenny-Romain, New York, Oxford University Press, USA (réimpr. 2013) (1re éd. 2008), 688 p. (ISBN 9780195160192, OCLC 156816848, lire en ligne), p. 673-675,

#### Articles
- (en-US) W. Burghardt Turner, « Joel Augustus Rogers: An Afro-American Historian », Negro History Bulletin, vol. 35, no 2,‎ février 1972, p. 34-38 (lire en ligne ).
- (en-US) Thabiti Asukile, « Joel Augustus Rogers: Black International Jouirnalisme, Archival Research, and Black Print Culture », The Journal of African American History, vol. 95, nos 3/4,‎ 2010, p. 322-347 (lire en ligne ).
- (en-US) Henry Louis Gates Jr., « Who Was Joel A. Rogers? », The Root,‎ 17 novembre 2014 (lire en ligne)
- (en-US) Thabiti Asukile, Ph.D., « The Admiration and Complementary Africana Historical Scholarship of W.E.B. Du Bois and Joel Augustus Rogers », Africology: The Journal of Pan African Studies, vol. 11, no 8,‎ juin 2018, p. 182-221 (lire en ligne )